# ادوین ویلافرته
ادوین ویلافرته (اسپانیایی: Edwin Villafuerte‎؛ زادهٔ ۱۲ مارس ۱۹۷۹) یک بازیکن فوتبال اهل اکوادور است.

## تیم ملی
وی همچنین در تیم ملی فوتبال اکوادور بازی کرده است.